# Dirphya fuscosternalis
Dirphya fuscosternalis là một loài bọ cánh cứng trong họ Cerambycidae.